# Grosser Heuberg

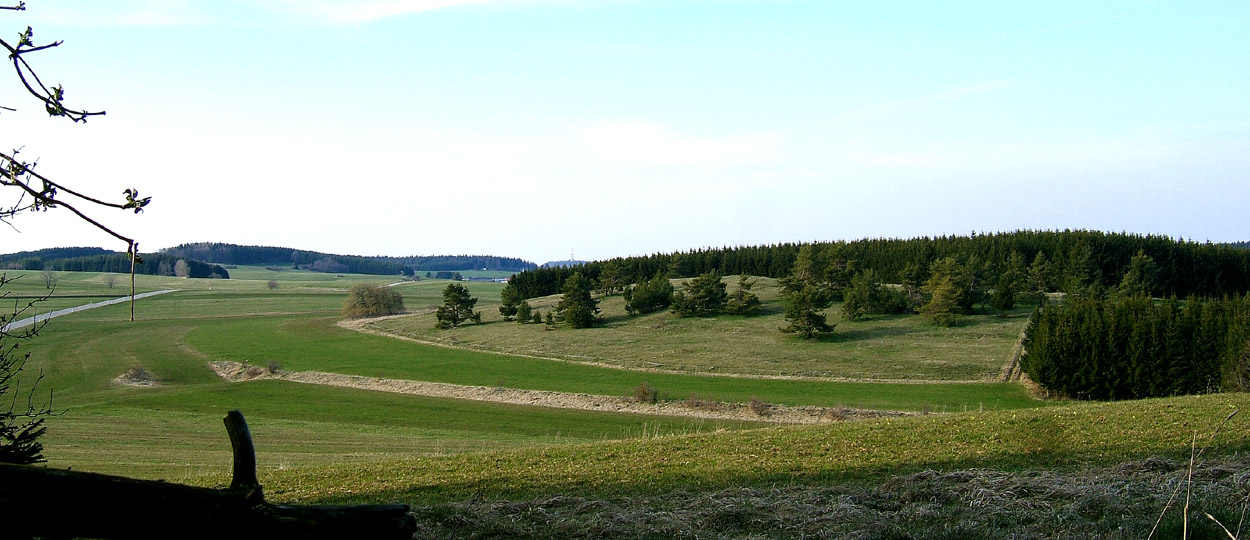
Altoplanície no Grosser Heuberg

Grosser Heuberg (Grande Heuberg), muitas vezes chamado simplesmente Heuberg, é o nome dum planalto no sudoeste dos Alpes Suábios com montes de cerca de 1.000 msnm ou ainda mais altos.

## Etimologia
O início Heu de Heuberg vem da palavra suábia hai que significa alto e a desinência berg significa monte.

## Ligações
- Mapa